# Turhan Bayraktutan
Turhan Bayraktutan (* 26. Juli 1932 in Kartal) ist ein ehemaliger türkischer Fußballspieler.
Seine Stationen waren unter anderem Fenerbahçe Istanbul, Fatih Karagümrük SK und SV Austria Salzburg.
| Personendaten    | Personendaten             |
| ---------------- | ------------------------- |
| NAME             | Bayraktutan, Turhan       |
| KURZBESCHREIBUNG | türkischer Fußballspieler |
| GEBURTSDATUM     | 26. Juli 1932             |
| GEBURTSORT       | Kartal, Türkei            |